# Léo Marjane
Pour les articles homonymes, voir Marjane.
Thérèse Marie Léonie Gendebien dite Léo Marjane puis Marjane, née le 26 août 1912, à Boulogne-sur-Mer et morte le 18 décembre 2016 à Barbizon, est une chanteuse française très en vogue durant les années 1940. Elle chante de nombreux standards de jazz et importe, selon ses mots, le jazz en France aux côtés de Jacqueline François et Jean Sablon.

## Biographie

### Enfance et adolescence
Thérèse Gendebien a deux ans lorsque sa famille dont le père est marchand de soieries s’installe en Rhénanie. Elle passe son enfance en Allemagne, puis en Autriche. Elle a six ans lorsque son père meurt. Elle prend des cours de violon et de piano au conservatoire de Vienne. Sa famille habite ensuite à Marseille. Elle rêve de devenir écuyère, et l’amour des chevaux ne la quittera jamais, mais c’est sur les planches qu’elle monte très tôt. « Je crois avoir toujours chanté, petite fille, je chantais devant les miroirs en faisant des grimaces à mon image ». Avec sa voix de contralto, on l’avertit qu’à l’opéra peu de rôles existent. Pensant que c’était insuffisant pour vivre, elle se tourne vers le music-hall.
À quinze ans, elle triomphe au concours Artistica à l’Alcazar de Marseille et à seize ans, sous le nom de Rita Caroly (aussi orthographié Caroli ou Carolly), elle forme un duo avec un chanteur en interprétant des chansons fantaisistes. Mais son premier désir était de devenir avocate.
Il est plus vraisemblable qu'ainsi elle évite de parler de sa première partie de carrière sous le nom de Rita Caroly où elle faisait des numéros de danse et d'acrobatie, ce qu'elle nia jusqu'à ses cent ans : avocate, pas acrobate. Cette coquetterie amusait beaucoup les Marseillais qui avaient assisté à ses débuts au music-hall.

### Premiers succès à la scène
À 25 ans, le 20 mars 1938 à Marseille elle épouse le chanteur Raymondey (Raymond Gérard). En 1932, elle chante au Caire, au cabaret Le Perroquet puis, de retour à Paris, à l’Alhambra l’année suivante, et au Petit Casino en 1934. Elle adopte alors le nom d’artiste de Léo Marjane « Marjane était la compression de Marie-Jeanne » puis accompagne son époux à Paris, où elle se produit à Bobino, à l’ABC et chez O'dett en 1931. Elle se fait remarquer par sa voix chaude et envoûtante de contralto, et par sa diction parfaite, au phrasé très moderne. Il est permis de penser que le prénom Léo est l'abréviation de Léonie. Mais les versions provenant de l’intéressée divergent d'une interview à l'autre.

### Premiers enregistrements

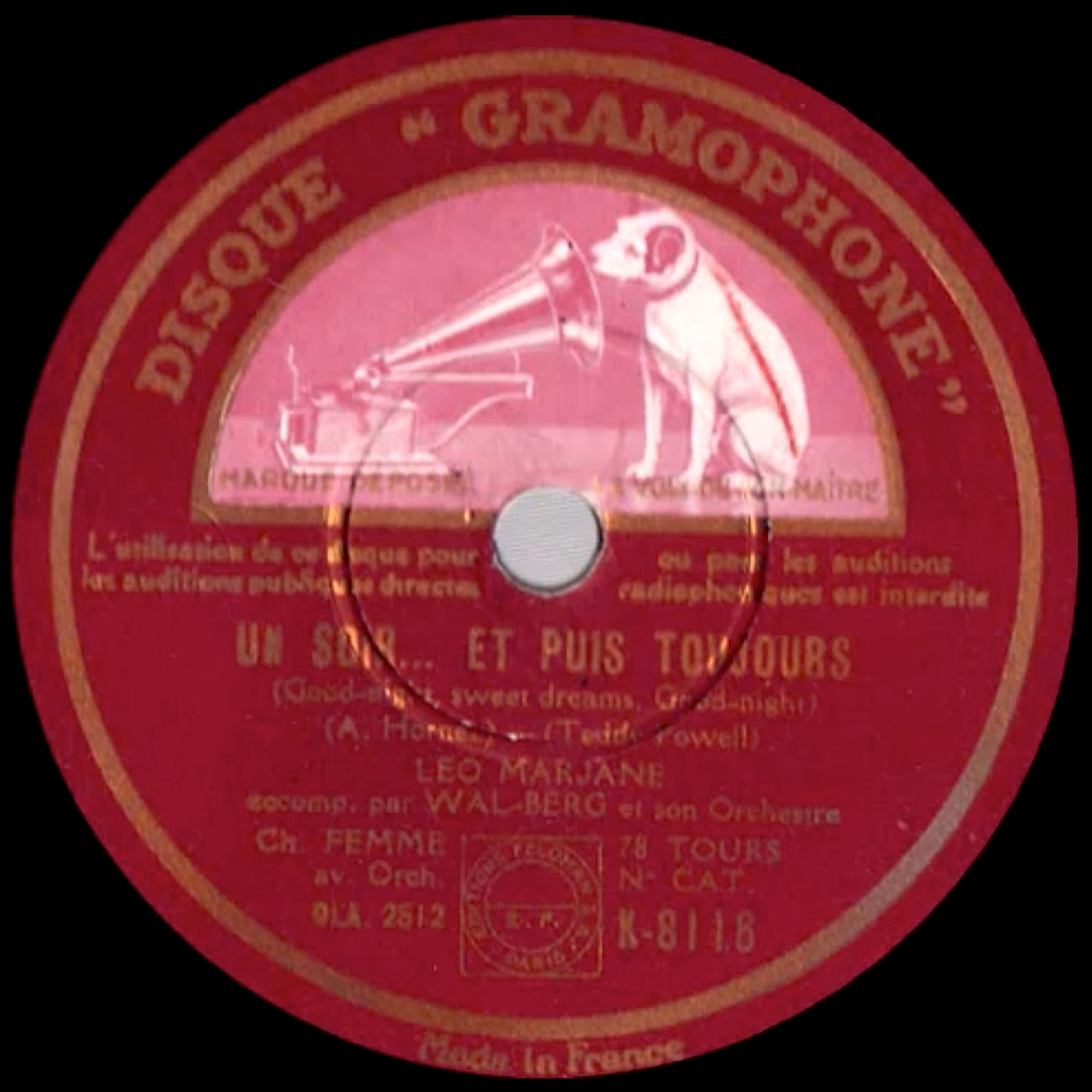
Léo Marjane Un soir… et puis toujours
sur disque Gramophone (1938).

Dès 1931, après des essais d’enregistrement infructueux chez Gramophone, elle grave ses deux premières plages pour Columbia, Les Prisons et Paris-Noël. Elle enregistre ensuite quatre titres chez Ultraphone en 1933 puis disparaît des sutdios jusqu'en 1937. Léo Marjane considère que sa discographie démarre réellement avec la Chapelle, balayant les deux premiers 78 tours d'un lapidaire : « ce n'étaient que des essais de voix ». Elle reste volontairement imprécise sur la période 1932-37, indiquant simplement « avoir vécu sa vie » lors d’une interview sur France Culture en septembre 2012.
En effet, elle enregistre ensuite C'est la barque du rêve (1938), La Chapelle au clair de lune - In the Chapel in the Moonlight (en) (1937), son premier grand succès. Cette chanson la propulse au devant de la scène, et c’est Jean Bérard, à l’époque directeur de Marconi, qui la rappelle à Paris d’urgence, alors qu’elle se trouve en tournée au Brésil avec sa mère. Elle rentre pour enregistrer Begin the Beguine et Night and Day (1938), pour Pathé-Marconi, et entame une grande carrière à la scène.
Au cours de l’enregistrement d’un disque au Studio Cognac Jay, elle a l’idée d’amortir certaines syllabes en couvrant le micro de son bas de soie : un procédé si efficace qu’il est encore utilisé de nos jours.

### Les États-Unis
Elle met ensuite le cap sur les États-Unis et sillonne le pays pendant cinq ans. Elle est une des rares chanteuses françaises à interpréter des adaptations d’œuvres de compositeurs américains comme Harold Arlen, Hoagy Carmichael, Sam Coslow, Jimmy McHugh, Cole Porter, Jimmy Van Heusen, Harry Warren, Allie Wrubel et Duke Ellington.

« Je peux dire que j’ai introduit le jazz en France. Dans les années trente, nous étions, Jean Sablon, Jacqueline François et moi, les trois artistes français qui venions chaque année chanter aux États-Unis, où chaque hôtel avait son cabaret. C’est ainsi que j’ai découvert le jazz. »

Elle enregistre de nombreux titres dont Over the Rainbow ou Begin the Beguine de Cole Porter.

### Les années d'Occupation
De retour en France pendant l'Occupation allemande, Marjane devient une des plus grandes vedettes de la France occupée.
Elle se produit au Concert Pacra en 1941. Elle dirige son propre cabaret, L'Écrin, près de l’Opéra, puis Chez Léo Marjane, et se produit aussi dans d’autres salles à la mode, comme le Casino Montparnasse et les Folies-Belleville.
En 1942, elle remporte un immense succès avec la chanson Seule ce soir, dans laquelle se reconnaissent les centaines de milliers de femmes françaises dont le mari est prisonnier de guerre en Allemagne ; elle accède ainsi au vedettariat.

« Je viens de fermer ma fenêtre
Le brouillard qui tombe est glacé
Jusque dans ma chambre il pénètre
notre chambre où meurt le passé
Je suis seule ce soir
Avec mes rêves
Je suis seule ce soir
Sans ton amour. »

Elle divorce le 20 décembre 1943.

### La Libération et les critiques
À la Libération, Léo Marjane est poursuivie par les Comités d’épuration pour avoir chanté dans des établissements fréquentés par des officiers allemands ainsi qu’à Radio-Paris.
Elle est arrêtée et jugée, puis finalement acquittée, mais sa notoriété et son image sont durablement atteintes. Elle est frappée d'interdiction de travailler pendant les années qui suivent la guerre, et jusqu’en 1951 ses disques conservés dans les archives de Radio France sont tous estampillés censuré.

« Je ne pouvais pas empêcher les Allemands d’entrer. J’étais connue, célèbre, il était inévitable que j’aie beaucoup d’ennemis. Les Français ont eu honte d’eux-mêmes, alors ils en ont voulu à ceux qui étaient sur le devant de la scène. »

« J’aimerais bien savoir qui n’a pas chanté ? Et ceux qui prétendent ne pas l’avoir fait n’ont pas de mémoire. Il fallait que je gagne ma vie. »

Dans un entretien à l’occasion de son centenaire, elle dévoile :

« Mon mari, le colonel Charles de Ladoucette, que j’ai épousé en 1946 et qui à l’époque était lieutenant, faisait partie d’un réseau de la Résistance dirigé par le colonel Rémy. Et c’est moi, Marjane, qui ai entretenu financièrement ce réseau, »

« On a dit beaucoup de bêtises sur moi, ils ont voulu me démolir. (…) Quand on est en haut de l’affiche, on essaie de vous descendre, mais pourquoi démentir quand ce n'est pas vrai ? »

### Le rebond
Le 22 août 1946 à Paris, elle épouse en secondes noces Charles, baron de Ladoucette (1912-2007), colonel et écuyer du Cadre noir, partageant une passion commune pour les chevaux. De cette union naît Philippe de Ladoucette.
Sous le nouveau nom de Marjane (« J'avais trouvé le prénom, Léo, et Marjane était la compression de Marie-Jeanne. Puis j’ai supprimé Léo, considéré en Amérique où je me produisais souvent, comme un prénom d’homme, en France aussi d’ailleurs, et je suis restée Marjane. »), elle tente de relancer sa carrière, avec Mademoiselle Hortensia de Louiguy et Jacques Plante, Mets deux thunes dans l’bastringue de Jean Constantin, Je veux te dire adieu de Charles Aznavour et Gilbert Bécaud, et son interprétation de Secret Love de Doris Day et de Monsieur mon passé de Léo Ferré mais « elle ne tient pas longtemps sous le feu des critiques. »
En 1949, elle abandonne la scène mais continue d’enregistrer. Elle apparaît parfois au Brésil, aux États-Unis ou au Canada, où elle a animé une série d’émissions de télévision musicales, qu’elle double également en anglais, intitulée Quartiers de Paris / District of Paris et dont des archives subsistent à Radio-Canada. Cette partie de carrière est restée ignorée en France. En Amérique, elle connaît un gros succès, notamment à Québec, mais il est trop tard pour recommencer une carrière ; elle fait une rentrée remarquée à Paris en 54 au Moulin-Rouge. Jacqueline François lui obtient un contrat de disques chez Véga alors que le 33 tours Pathé (1954) était resté sans suite. Elle chante jusqu'en 1961, et se produit notamment au Sportpalast de Berlin, avec Zarah Leander au programme ; elle a également chanté en Allemagne de l'Est, accompagnée par les Chœurs de l'Armée rouge.

### Le retrait
Mais le métier changeait. Après une rentrée en 1959 à Pacra où elle ne tient l'affiche que quelques jours, en dépit de ses qualités d'interprète, elle comprend que son tour est passé, « Quand ce n’est plus l'heure, ce n’est plus l’heure. (…) Certains partent trop tôt, d’autres trop tard. Je n'avais plus rien à faire dans ce métier ». Mais ses disques, dont les droits voisins sont désormais dans le domaine public pour la plupart, sont toujours réédités en compilations. Elle tente toutefois un bref « come-back » en 1969 qui n'a aucun retentissement, renonçant par la suite totalement au métier et se murant dans le silence jusque 2001, où elle accorde une interview à Martin Pénet pour France Musique.

### Carrière au cinéma
En 1943, Léo Marjane débute à l’écran dans le film Feu Nicolas, une comédie de Jacques Houssin avec le comique Rellys. Elle y chante deux blues écrits par Loulou Gasté (le futur mari de Line Renaud) : Saint-Madeleine et J'ai vendu mon âme au diable.
En 1951, elle est la tête d’affiche du film Les Deux Gamines, de Maurice de Canonge, adaptation d’un mélodrame qui avait fait couler beaucoup de larmes autrefois. La chanteuse y chante deux chansons puis disparaît pendant les trois-quarts du film (le personnage qu’elle incarne, Lise Fleury, disparaissant dans un accident d’avion). Marjane n’y apparaît qu’au début et à la fin.
On la retrouve dans un petit rôle de chanteuse des rues dans Elena et les Hommes (1956) de Jean Renoir, et elle prête aussi sa voix à une chanteuse de cabaret dans la version française du film Ariane (Love in the Afternoon) de Billy Wilder, en 1957.

### Retraite

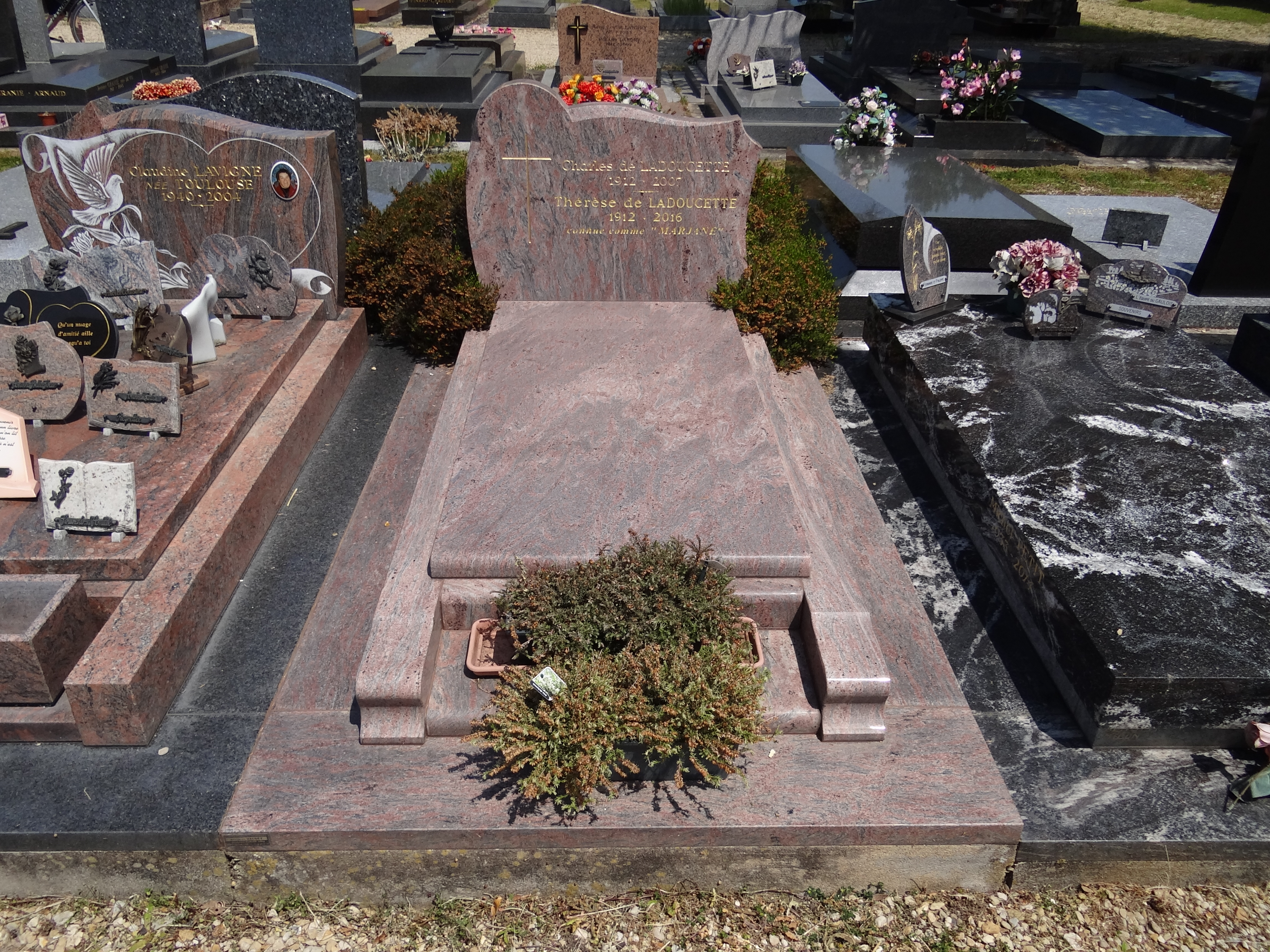
La tombe de Léo Marjane au cimetière de Barbizon (Seine-et-Marne).

À sa retraite, Marjane se consacre à sa famille et à sa première passion, l'équitation et l'élevage de chevaux, à Barbizon, près de Fontainebleau, dans le Gâtinais. Elle meurt des suites d'une crise cardiaque le 18 décembre 2016 dans la même ville, âgée de 104 ans. Elle est inhumée au cimetière communal.

## Les chansons interprétées et/ou enregistrées par Léo Marjane
Léo Marjane a enregistré plus de 180 chansons pour les firmes Columbia en 1932, Ultraphone en 1933 puis Gramophone entre 1937 et 1944, Decca France entre 1946 et 1953, Pathé-Marconi en 1954/55, et Véga pour ses derniers titres.
(Liste non exhaustive triée par ordre alphabétique, sous réserve d’erreurs et d'omissions.)
- L'Âme du diable, paroles de Loulou Gasté et Jacques Larue, musique de Louiguy - 1943
- L'Arc en ciel (Over the Rainbow), musique de Harold Arlen - Marc-Cab, musique du film Le Magicien d'Oz - 1939
- À Shanghai ou ailleurs, écrite par Raymond Mamoudy
- Attends-moi mon amour, paroles de Jacques Larue, musique d’Alec Siniavine - 1940
- Au bord de l'eau, André Grassi - 1952
- Ay je l’aime, paroles et musique Charles Aznavour - 1956
- Avec ces yeux là, Charles Aznavour, Barclay et Legrand - 1956
- Bei Mir Bist Du Shein, – en anglais –, (Sholom Secunda, Sammy Cahn & Saul Chaplin) - 1938
- Bei Mir Bist Du Schön – en français –, paroles de Jacques Larue - 1938
- Bonjour Tommy (1939)
- Bonsoir mon ange, (Good Night Angel), L. Wrubel - Jean Cis - 1939
- Brazil-Brésil, A. Barroso et J.Larue - 1947
- C’est la barque du rêve, Dave Franklin et Cliff Friend, adaptée en français par Louis Houzeau et L. Palex - 1938
- C’est Maman,  M. Blot - M. Yvain  du film Les Deux Gamines
- C’était trop beau, (Heaven Can Wait), J. Van Heusen - Louis Poterat - 1939
- C'était une histoire d'amour - 1943 ; non gravée sur disque.
- Chanson bleue paroles d’Eddy Marnay et musique d’Émile Stern
- La chapelle au clair de lune, adaptation française par Henri Varna, Léo Lelièvre, Marcel Cabridens, musique de Bill Hill - 1937
- Les Croix, paroles Louis Amade, musique Gilbert Bécaud 1952
- Clopin-Clopant - 1947
- Clair de Lune - 1949
- Deux voix dans l’ombre, - 1939
- Divine Biguine, paroles de Louis Hennevé et L. Palex, musique de Cole Porter) 1940
- En septembre sous la pluie, (September in the Rain), Harry Warren - Jacques Larue - 1937
- Était-ce la pluie ? (Was It Rain ?), Lou Handmann - Jacques Larue - 1938
- L'Escalier, paroles et musique de Jean Tranchant- 1938
- Fumée aux yeux, paroles de Louis Hennevé et L. Palex, musique Jerome Kern - 1933
- Et tout ça - date incertaine
- Good Night Sweet Dreams Good Night, Teddy Powell - André Hornez - 1938
- L'Honorable Monsieur Untel, (I Am in Love with the Honorable Mister So and So), Sam Coslow - Lemarchand - 1941
- It’s a Long Way to Tipperary - 1941
- Il suffit d'une fois - 1944
- J’ai fait tout ça pour rien, paroles de Jacques Larue, musique de Jean Lutèce - 1941
- Java, paroles d'Eddy Marnay, musique d'Emil Stern - 1956
- J’ai peur d'une chanson (Make Love with a Guitar), Maria Grever - Louis Poterat - 1939
- Jamais je n’ai rêvé de vous, A. Siniavine - Jean Solar - 1943
- Je fais tout ça pour rien, Jean Lutèce - Jacques Larue - 1941
- Je ne crois plus à rien de Jean Lenoir - 1932
- Je ne t’aime plus, Wal-Berg - Jean Lenoir & Walter Florel - 1938
- Je te dois, Orchestre Raymond Legrand - 1941
- Je vous ai souri, (Non dimenticar le mie parole), G. Danzi - Jean Solar - 1938
- Katia du film Il peut neiger, paroles de Roger Fernay, musique de Wal-Berg - 1938
- Douce harmonie - date incertaine
- La Légende du troubadour (Ces années là : 1943)
- La chanson que personne ne chantait - 1947
- Le Refrain de la pluie, (A Man and his Dream), James Monaco - Jacques Larue - 1941
- Les prisons - 1933
- Les Feuilles Mortes, Prévert et Kosma - 1950
- Luna Lunera orchestre dirigé par Raymond Legrand - 1950
- Loin des Sambas, South America, Take it Away, paroles française de Louis Poterat, Musique Harold Rome- 1947
- Mademoiselle Hortensia, de Louiguy et Jacques Plante
- Mais combien je t'aimais de Jean Lenoir - 1933
- Mazeltov, d’André Dassary - 1950
- Mets deux thunes dans l’bastringue, Jean Constantin - 1954
- Moisson,  paroles de René Rouzaud, musique Louis Ferrari - v.1950
- Mon ange, paroles de Jean Féline et musique de Bruno Coquatrix - 1940
- Ne dis pas de folies avec orchestre - 1933
- Notre valse à nous, paroles de Maurice Martelier, musique de Louiguy - 1942
- Mon cœur est léger, Wal-Berg - Camille François - 1940
- Mon secret amour, du film Calamity Jane - 1955
- Music, maestro, please, Allie Wrubel - Pierre Bayle - 1938
- Perdue pour tout le monde, Solar - Marjane - 1943
- On m'a volé tout ça, écrite par Florence Véran
- On s’aimera quelques jours, paroles de Jacques Larue, musique de Louiguy - 1943 ; non gravée sur disque mais enregistré à La Joie de Vivre en 1956.
- Ô mon prince charmant, Franz Engelen - Solar - 1943
- Rose, noir ou gris, paroles de Jacques Larue, musique de Louiguy - 1943
- Rêve d’un soir,  paroles Henri Lemarchand, musique Joé Bellingham - 1947
- Reviens, Fragson et Christiné1950
- Rumba (Blame it on the Rumba), Jimmy McHugh - Valaire - 1937
- Sainte Madeleine, Loulou Gasté - Jacques Larue - 1943
- Sans toi, je n’ai plus rien, paroles Jean Loysel, musique Théo Mackeben - 1941
- Sentimentale, parole et musique de Charles Trenet -  1942
- Tu n'as pas compris - date incertaine
- Ma vie s'éveille - date incertaine
- Sérénade au vent du soir, paroles de Louis Poterat, musique de Francis Lopez - 1944
- Sérénade portugaise, paroles et musique de Charles Trenet - 1940.
- Seule ce soir, paroles de Rose Noël et Jean Casanova, musique de Paul Durand  - 1941
- Simplement doucement, (Heart and Soul), Hoagy Carmichael - Hennervé & Palex - 1938
- Soir indigo, (Deep Purple), Peter de Rose - Paul Misraki - 1939
- Soir sur la forêt, (Twiling in the Trail), Louis Altier - Louis Hennevé & Louis Palex - 1937
- Souvenances, (I’ll Remember), paroles de Henri Lemarchand, musique de Burton Lane - 1941
- Sur les pavés de Paris, paroles de Jacques Larue, musique de Jean Lutèce - 1941
- Sur ma vie, paroles et musique de Charles Aznavour - 1955
- Si tu savais, Georges Ulmer - 1950
- Tendrement tristement, paroles de Jacques Larue, musique d’Alec Siniavine
- La Tour de Monsieur Eiffel, par Mireille et Jean Nohain - 1955
- Le marchand de Poésie - 1950
- Luna Lunera - 1950
- Tu passeras - 1933
- Tenampa, Georges Ulmer - 1950
- Tourbilllon - 1953
- Un navire sur le fleuve, Paul Bonneau - Francis Blanche - 1943
- Un simple tête à tête, (A Table in the Corner), Dana Suesse - Féline & Lemarchand - 1941
- Un soir… et puis toujours - Good Night Sweet Dreams Good Night André Hornez - Teddy Powell - 1938
- La Valse au village, paroles françaises de Louis Poterat et Rose Stock - 1939
- Votre amour guide mon cœur, Georges van Parys - Bernard & Roland - 1942
- Vous et moi, Robert Bosmans - Raymond Lefebvre - 1942
- Vous qui passez sans me voir, Johnny Hess, Charles Trenet et Paul Misraki
- Vous seul, (My Own), Jimmy McHugh - Henri Lemarchand et A. Mauprey - 1939
- When The world was young  (Le Chevalier de Paris), Philippe Gérard-Angèle Vannier-Johnny Mercer - 1952

## Discographie
- Donne-moi Paris ; édité en 2004 par Pathé[23]

- 1912-2012, Léo Marjane : 100 ans - 100 succès, éditions Marianne Mélodie, 2012. Une intégrale du centenaire en 4 CD, rassemblant tous ses titres parus en 78 tours chez Gramophone entre 1937 et 1944, quinze faces gravées pour la firme Decca entre 1946 et 1953, la totalité des enregistrements Pathé de 1954-55, huit titres de la dernière période chez Vega, ainsi que quelques inédits et raretés.

### Articles et entretiens
- Sylvaine Pécheral, Mon manège de stars.
- Adrien Hèche, in Phonoscopie.
- Discographie par M. Monneraye, J. Lubin, J.-M. Erny directement aux archives Pathé, années 1980, publiée in Phonoscopie.

### Webographie
- [audio] Hélène Hazera, « Chanson Boum ! Léo Marjane a 100 ans. », sur France Culture, le 2 septembre 2012. Rediffusion d’une émission du 9 juillet 2003, à l'occasion du centenaire de Léo Marjane, avec des archives inédites de l’INA.
- [audio] Stéphane Leclair, « Entretien avec Marjane », sur Radio Canada, 19 août 2012, dans lequel Marjane témoigne de son soutien à la Résistance française et au réseau du Colonel Rémy pendant l’Occupation.
- [vidéo] TF1, « Marjane, 100 ans et toujours la passion de chanter », sur videos.tf1.fr, 24 août 2012 (consulté le 25 août 2012).
- [vidéo] « YouTube - Marjane - La Chapelle au clair de Lune, 1937 ».
- [vidéo] « YouTube - Marjane - L'Arc en ciel, Paris 1939 ».
- [vidéo] « YouTube - Marjane - Seule ce soir, 1941 ».